# ليتل آن ليتل
ليتل آن ليتل (بالإنجليزية: Little Ann Little)‏ هي ممثلة أمريكية، ولدت في 1910، وتوفيت في 22 أكتوبر 1981 في الولايات المتحدة.

## وصلات خارجية
- ليتل آن ليتل على موقع IMDb (الإنجليزية)
- ليتل آن ليتل على موقع قاعدة بيانات الفيلم (الإنجليزية)